# Осиновский (Алтайский край)
Осиновский — посёлок в Суетском районе Алтайского края России. Входит в состав Верх-Суетского сельсовета.

## География
Посёлок находится на расстоянии 6 км к юго-западу от села Верх-Суетка, административного центра района.

## История
В 1989—2011 годах посёлок входил в состав упразднённого Берегового сельсовета.

## Население
| 1997 | 1998 | 1999 | 2000 | 2001 | 2002 | 2003 |
| ---- | ---- | ---- | ---- | ---- | ---- | ---- |
| 348  | ↘343 | ↗350 | ↘337 | ↘330 | ↘326 | ↘302 |
| 2004 | 2005 | 2006 | 2007 | 2008 | 2009 | 2010 |
| →302 | ↘284 | ↘262 | ↘189 | ↘154 | ↘146 | ↘116 |
| 2011 | 2012 | 2013 |      |      |      |      |
| →116 | ↗118 | ↘114 |      |      |      |      |